# Ich weiß alles

Einband des Nachschlagebuches der Hausfrau Ich weiß alles

Ich weiss alles waren aus regelmäßig veröffentlichten Ausschnitten von Tageszeitungen bestehende enzyklopädische Sammelmappen mit dem Untertitel Nachschlagebuch für die Hausfrau. Herausgegeben wurden die etwa 600 Seiten starken teils in Fraktur gesetzten Mappen ca. zwischen 1935 und 1940 unter anderem von den Zittauer Nachrichten (1935), dem Stuttgarter NS-Kurier (1935) oder von Der Mitteldeutsche. Die jeweils ca. DIN-A5-großen doppelseitig bedruckten Beiträge, die am unteren Rand mit lokaler Werbung versehen waren, sollten ausgeschnitten und in einem Einband mit einer Heftung, ähnlich einem Heftstreifen, zusammengefasst werden.
Die durchaus nützlichen Sammelbeiträge waren eine Art frühes Marketinginstrument. Die Veröffentlichungen banden die damaligen Leserinnen an das herausgebende Blatt. Die grob gerundet 7.000 weitestgehend unpolitischen Artikel der einzelnen Sammelmappen enthielten auch Werbung und informierten die Leserschaft über unterschiedlichste Bereiche des Alltagslebens.

## Themenauswahl und Beispiele
| Thema                                                                             | Beispiele                                                  |
| Gesundheit, Ursachen und Behandlungsmöglichkeiten häufig auftretender Krankheiten | Ausfallen der Haare, Hitzausschlag, Schlaflosigkeit        |
| Herkunft und Bedeutung der im damaligen Deutschland gängigsten Vornamen           | Dietrich, Melitta, Xaver                                   |
| Ratschläge zu Handarbeit und Haushaltspflege                                      | Maschenanschlag, Möbelwachspolitur, Vergilbte weiße Stoffe |
| Küchentipps                                                                       | Fleischbrühe, Provenceöl, Vollkornbrot                     |
| Recht                                                                             | Beglaubigung, Eigentum, Kurierzwang                        |
| Tier- und Pflanzenwelt                                                            | Asseln, Motten, Rüster                                     |

Solche Sammlungen wurden von verschiedenen Verlagen auch in Buchform herausgegeben:
- Ich weiß alles – Merkwürdiges und Interessantes aus den Bereichen der Wissenschaften, der Literatur und der Technik. Hermann Pfeiffer, Leipzig 1928.
- Ich weiß alles – Das Lexikon der Jugend. Herausgegeben von Clara von Wedelstaedt. Berlin 1934.
- Ich weiss alles – Das Sparbuch der klugen Hausfrau, Über 400 praktische und nützliche Hausfrauenwinke. Hannover-Linden, 1/29, W. Meyer 1935.
- Ich weiß alles – Ein Nachschlagebuch der deutschen Hausfrau für alle Gebiete des häuslichen Lebens. Lux-Verlag in München 1937, erneut 1962.